# Рождение (роман)
«Рождение» (яп. バースデイ Ба:судэй) — сборник рассказов Кодзи Судзуки, четвёртая книга в серии Звонок. Вышел 5 февраля 1999 года.

## Сюжет

#### Гроб в небе
Май Такано просыпается в вентиляционной трубе со сломанной ногой. Она пытается выбраться, но не может подняться. Она не знает как здесь оказалась. Она видит, что беременна, хотя является девственницей. Маи вспоминает всю свою жизнь. Начинаются схватки, и Май рожает Садако Ямамуру. Садако сама перегрызает пуповину и выползает. Май, не понимая как это могло случиться, вскоре умирает.

#### Лимонное сердце
Сорокасемилетний мужчина Тояма вспоминает свой роман с Садако Ямамурой, происходивший 24 года назад. После этого он идёт по улице и ему становится плохо. К Тояме подходит переродившаяся Садако, и он умирает у неё на руках.

#### День Рождения
После событий Петли Каору понимает, что медленно умирает. Все Садако вымерли и RING-вирус остановлен. Его возлюбленная Рэйко наблюдает за ним из реального мира. Также, она беременна от него. Каору, довольный тем, что спас её, умирает.

## Экранизация
Фильм Звонок 0: Рождение, основанный на рассказе Лимонное сердце, вышел 22 января 2000 года. Хотя фильм не является прямой экранизацией романа, он включает некоторые аспекты отношений Садако и Тоямы.

## Русский перевод
Русский перевод романа опубликован в 2006 г. петербургским издательством «Амфора» под двойным названием «Звонок 0 (Рождение)», чтобы сохранить узнаваемость для зрителей. Перевод с японского выполнила Н. Саватюгина. Затем роман был перевыпущен в сборнике всей серии Мир Звонка.